# La ritrattazione di Chaucer
La ritrattazione di Chaucer (Chaucer's Retraction), o Commiato dell'autore, è il capitolo conclusivo de I racconti di Canterbury, una coda alle ventiquattro novelle precedenti.

## Contenuto
I racconti di Canterbury si concludono con un'apologia dell'autore, che chiede perdono al suo lettore per la frivolezza e vanità della sua opera. Chaucer ritratta gli aspetti più volgari e indegni non solo de I racconti di Canterbury, ma anche di opere precedenti come Troilo e Criseide, La casa della fama, La leggenda delle donne eccellenti, Il libro della duchessa e Il parlamento degli uccelli. Allo stesso tempo, Chaucer ringrazia Dio per avergli dato la possibilità di scrivere lavori più pii e dal più elevato valore morale, come la sua traduzione del De consolatione philosophiae, le sue omelie, le vite dei santi e The book of the Leoun (andata perduta). Infine, l'autore si raccomanda alle preghiere del lettore per la salvezza della propria anima.

## Interpretazione
L'apologia finale che conclude il capolavoro di Chaucer è stata a lungo oggetto di discussione di critici letterari, che ne hanno dato interpretazioni diverse e spesso opposte. Per gli storici della letteratura il dubbio di fondo rimane la sincerità della ritrattazione di Chaucer, se debba essere letta come una genuina abiura delle sue opere più secolari, o se invece prosegue con lo stile ironico e il contenuto satirico del resto de I racconti di Canterbury.
L'opera potrebbe essere letta, come il Decameron, suo modello di riferimento, o anche il Canzoniere (che Chaucer però non conosceva), come un allontanamento graduale da una condizione di peccato, errore o eccessiva leggerezza che caratterizza i primi componimenti, fino ad arrivare a una situazione di pentimento, ritrovamento dei valori cristiani e il ritorno alla comunione con Dio. L'interpretazione della ritrattazione di Chaucer è quindi legata anche alla chiave di lettura con cui si legge la novella precedente, Il racconto del parroco, se come sincera manifestazione di contrizione o ancora una volta una rappresentazione ambigua ed ironica del clero. Nel primo caso Il racconto del parroco segnalerebbe un passaggio decisivo da temi più dissacranti a una svolta dal punto di vista spirituale e della rappresentazione del clero, non più volgare e corrotto come ne Il racconto dell'apparitore, ma come effettiva fonte di comunione con Dio.
Altri invece vedono nella ritrattazione finale un'auto-celebrazione ironica da parte di Chaucer della propria opera e delle proprie capacità artistiche: il trattato del parroco sulla penitenza sarebbe stato così convincente da persuadere il suo stesso autore a una conversione finale. Alcuni critici e storici della letteratura hanno spinto questa tesi fino a sostenere che Chaucer abbia usato l'apologia finale per "pubblicizzare" le sue altre opere: effettivamente, nelle ultime righe de I racconti di Canterbury l'autore ripercorre la sua intera produzione letteraria, distinguendo il sacro e il profano e offrendo a tutti gli effetti al suo lettore la possibilità di scegliere altre letture dallo stesso autore a seconda del proprio gusto.
Esiste anche la possibilità che la ritrattazione di Chaucer sia il risultato di un pentimento nella parte finale della sua vita e non qualcosa scritto organicamente insieme al resto de I racconti di Canterbury, ma poi successivamente aggiunto in coda alla raccolta di novelle da editori dopo la morte dell'autore.